# صالح‌آباد (تفت)
صالح‌آباد مزرعه آخوند روستایی در دهستان نصرآباد بخش مرکزی شهرستان تفت استان یزد ایران است.

## جمعیت
بر پایه سرشماری عمومی نفوس و مسکن در سال ۱۳۹۵ جمعیت این روستا ۳۲۴ نفر (۱۰۲خانوار) بوده‌است.